# Kalinkovo
Kalinkovo (bis 1948 slowakisch „Semet“; deutsch Semethdorf, ungarisch Szemet) ist eine Gemeinde im Okres Senec in der Slowakei. Der Ort liegt etwa 17 km südsüdöstlich von Bratislava nahe der Donau und hat etwa 1000 Einwohner.

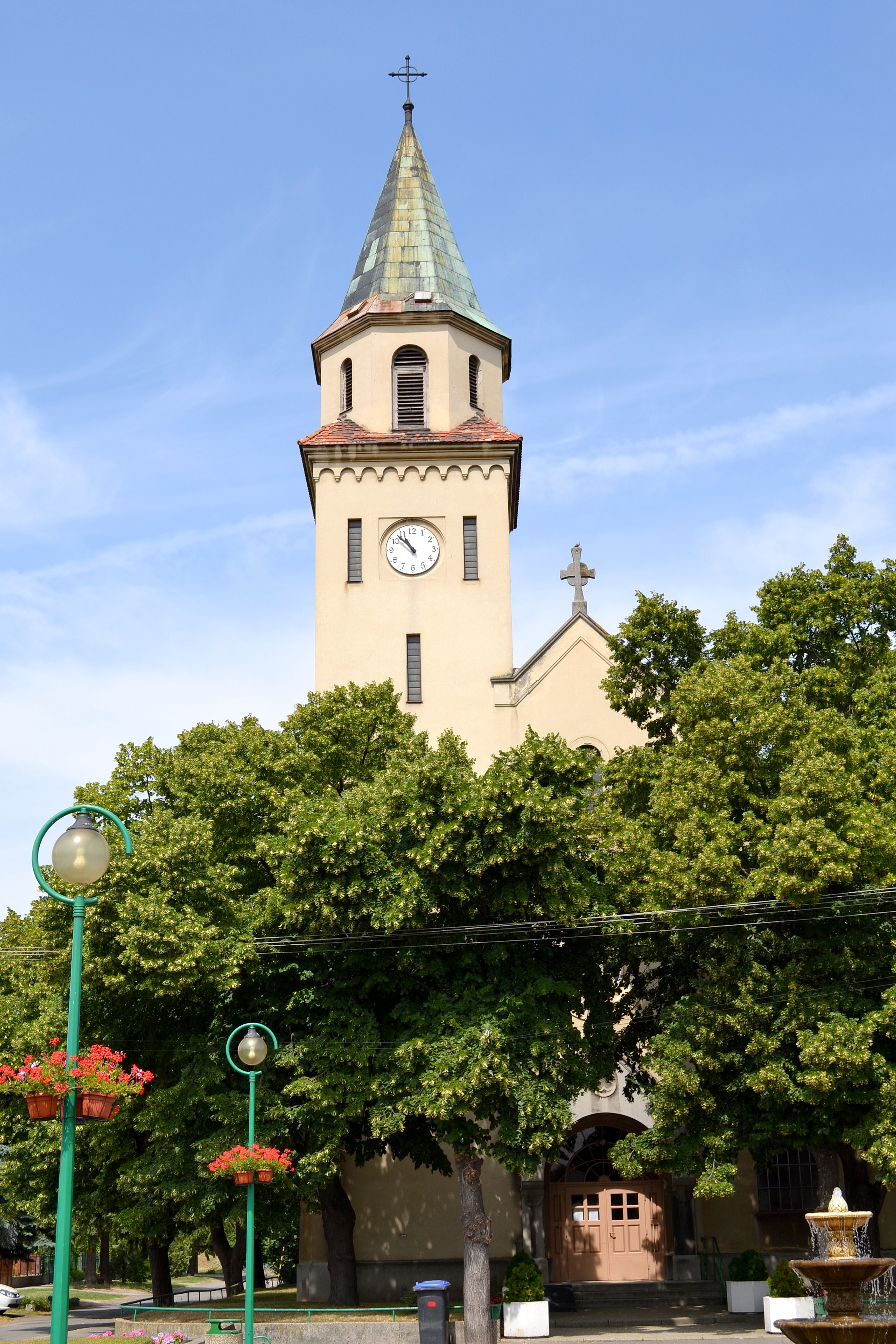
Kirche

Das Dorf wurde 1288 erstmals schriftlich als Scemet erwähnt und wurde 1948 aus nationalpolitischen Gründen zu Ehren des slowakischen Poeten Joachim Kalinka in Kalinkovo umbenannt.
Im Ort leben etwa 63 % Slowaken und 37 % Ungarn.

## Bevölkerung
| Jahr                | 1994 | 2004     | 2014     | 2024     |
| ------------------- | ---- | -------- | -------- | -------- |
| Anzahl der Personen | 849  | 957      | 1278     | 1564     |
| Unterschied         |      | +12,72 % | +33,54 % | +22,37 % |

| Jahr                | 2023 | 2024    |
| ------------------- | ---- | ------- |
| Anzahl der Personen | 1530 | 1564    |
| Unterschied         |      | +2,22 % |

## Kultur
- Siehe auch: Liste der denkmalgeschützten Objekte in Kalinkovo